# Biserica Nicoriță
Biserica Nicoriță este localizată în Iași, pe strada cu același nume din cartierul Tătărași. Biserica Nicoriță din Iași a fost inclusă pe Lista monumentelor istorice din județul Iași din anul 2015, având codul de clasificare  IS-II-m-B-03956. 
Biserica a fost ctitorită în anul 1626 de către hatmanul Nicoară Baltag, și soția sa, Teodosia, sora lui Miron Barnovschi. Hramul bisericii este Sfântul Ioan cel Nou, sărbătorit pe 2 iunie. 
Pe locul acestei biserici, a existat în trecut o alta, din lemn, cu același hram, și care fusese construită dupa anul 1402, când domnitorul Alexandru cel Bun întâmpina la Iași moaștele Sfantului Ioan cel Nou. În trecut, această biserică a aparținut breslei seidacarilor și teslarilor.
Biserica actuală a suferit mai multe modificări, cele mai importante fiind cele din 1858, când a fost construită stăreția sub îndrumarea arhimandritului Athanasie, din 1926, când a fost reconstruită o parte din casa parohială și a fost realizată pictura interioară și din 1968.